# Còmic d'autor
El còmic d'autor va ser un moviment d'avantguarda dins del còmic occidental dels anys seixanta i setanta de segle XX que defensava una concepció de l'autor de còmic com a autor complet, és a dir, com un dibuixant / guionista que no tingués més traves que el seu propi gust. Aquests còmics d'avantguarda van crear, d'altra banda, un sentiment de grup, amb una sèrie d'autors que van voler renovar els llenguatges del còmic i emprar els seus codis per explicar històries o expressar sentiments, emocions, contingudes ... Que abans consideraven fora del seu abast.

## Trajectòria
El fenomen del còmic d'autor va sorgir a França a finals dels anys 1960, encara que argumenta que el seu origen es remunta a les obres produïdes per autors com el dibuixant italià Hugo Pratt, el guionista argentí Héctor Germán Oesterheld, el dibuixant Alberto Breccia i d'altres a finals dels anys cinquanta a Buenos Aires.
La veritat és que el còmic d'autor, com a esquer, es va estendre a principis dels anys 70 des de França a Itàlia i a la fi d'aquesta dècada als Estats Units i a Espanya. En aquest últim país, que vivia el seu boom del còmic adult, van destacar Alfonso Font, Víctor de la Fuente, Carlos Giménez o Josep Maria Beà.

## Valoració
Es pot dir que aquest terme és poc apropiat, ja que suposa un menysteniment dels autors de còmic anteriors. Ja el 1983, Jaume Juez afirmava que comportava el risc de amanerar-se, o repetir-se, recorrent als temes que li són més propicis de dibuixar a l'"autor". A la llarga, serviria freqüentment només per evidenciar el buit o la pretensiositat que el dibuixant albergava després de noves solucions d'estil".